# Siberut
Siberut – wyspa w Indonezji na Oceanie Indyjskim w prowincji Sumatra Zachodnia; największa z wysp Mentawai. Na północy cieśnina Siberut oddziela ją od wysp Batu, na południu cieśnina Bungalaut od Sipury. Powierzchnia 4030 km²; porośnięta lasem równikowym. Wyspę zamieszkuje 37 506 osób.
1905 km² zajmuje rezerwat Siberut Biosphere Reserve objęty patronatem UNESCO z unikatowymi gatunkami fauny i flory. Uważa się, że 15% wszystkich zwierząt zamieszkujących wyspę jest endemitami. W przypadku ssaków współczynnik ten jest jeszcze wyższy, wynosi on ok. 65%. Jest to spowodowane odizolowaniem wyspy przez ponad 500 000 lat.
Na wyspie uprawia się sago, tytoń, maniok, bataty, pieprz, groszek, mango i ananasy. Na wybrzeżu znajdują się plantancje kokosowe.